# Deal (New Jersey)
Deal – miasto w Stanach Zjednoczonych, w stanie New Jersey. Według danych z 2000 roku miasto miało 1070 mieszkańców.